# 蘇希夫齊 (特諾皮爾州)
49°39′43″N 26°2′46″E / 49.66194°N 26.04611°E
蘇希夫齊（羅馬化：Sukhivtsi）是烏克蘭的村落，位於該國西部捷爾諾波爾州，由捷尔诺波尔区負責管轄，始建於1345年，面積2.2平方公里，2001年人口572，人口密度每平方公里259.8人。